# Charles Cooley

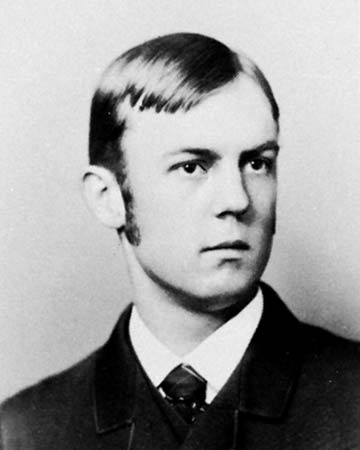
Charles Horton Cooley

Charles Horton Cooley (ur. 1864 w Ann Arbor – zm. 1929) - socjolog amerykański.
Jeden z ważniejszych przedstawicieli tej dyscypliny w Stanach Zjednoczonych, należących do tzw. drugiego pokolenia w tym kraju. Od 1904 roku był profesorem na uniwersytecie w Michigan.

## Koncepcje i publikacje
Interesował się przede wszystkim mikrosocjologią oraz psychologią społeczną. Za najważniejszy problem socjologii uznał relację jednostki i społeczeństwa. Uważał, że oba te rodzaje bytów są nierozdzielne i stanowią aspekty jednej rzeczywistości.
Najbardziej interesujące dla Cooleya było określenie, w jaki sposób człowiek zdobywa w ciągu swego rozwoju ludzką naturę. Według niego jednostka ludzka staje się w pełni człowiekiem, dopiero gdy ukształtuje swą jaźń, refleksyjne przekonanie o sobie samym. Samoocena jednostki zależy od reakcji innych ludzi na jej czyny. Gdy reakcje te są pozytywne, samoocena się poprawia; gdy negatywne, obniża. Ukształtowana jaźń odzwierciedlona, skutkuje konformistycznym postępowaniem, ponieważ jednostka, pragnąc uzyskać wysoką samoocenę, spełnia oczekiwania innych ludzi. Jest to efekt skutecznej socjalizacji i kontroli społecznej. Nabywanie jaźni odzwierciedlonej dokonuje się najpełniej w grupach pierwotnych (w rodzinie, grupie rówieśniczej i grupie sąsiedzkiej), będących pierwszymi grupami społecznymi, z jakimi styka się dziecko.
Zauważył, iż wraz z ewolucją społeczeństw postępuje depersonalizacja stosunków społecznych, co objawia się tym, że jednostki nie komunikują się ze sobą, jak w grupach pierwotnych "całą osobą", lecz tylko częścią tej osoby.
W Social Organization przeciwstawił pojęcie klasy i kasty. W przypadku społeczeństwa podzielonego na kasty jednostka może należeć do jednej kasty, w społeczeństwie opartym na "klasach otwartych" - do wielu klas.
Cooley był tzw. socjologiem gabinetowym: nie prowadził prawie w ogóle własnych badań empirycznych ani nie śledził prac badawczych innych socjologów; wolał odwoływać się do literatury i potocznej obserwacji. Nie przywiązywał także wagi do metodologii, która według niego mogła prowadzić do dogmatyzmu; krytykował również rozwijające się wówczas metody statystyczne.

## Opracowania
- Elżbieta Hałas, Obywatelska socjologia szkoły chicagowskiej: Charles H. Cooley, George H. Mead, Herbert Blumer, Lublin: Redakcja Wydawnictw KUL, 1994, ISBN 83-228-0353-2, OCLC 830101596. Brak numerów stron w książce
- Janusz Mucha Cooley, Warszawa 1992, Wiedza Powszechna, seria Myśli i Ludzie, ISBN 83-214-0810-9